# Relações exteriores da Coreia do Sul
As relações exteriores da Coreia do Sul são as relações sul-coreanas com outros governos.
A República da Coreia mantém relações diplomáticas com 190 países. O país também têm sido um membro da Organização das Nações Unidas desde 1991, quando se tornou um Estado-Membro, ao mesmo tempo que a Coreia do Norte. A Coreia do Sul também já sediou grandes eventos internacionais, como os Jogos Olímpicos de Verão de 1988, a Copa do Mundo FIFA de 2002 e o Campeonato Mundial de Atletismo de 2011, em Daegu. Além disso, o país foi a sede dos Jogos Olímpicos de Inverno de 2018, que aconteceu na cidade de Pyeongchang.
A Coreia do Sul é um membro da Organização Mundial do Comércio, Organização para a Cooperação e Desenvolvimento Económico, Comitê de Ajuda ao Desenvolvimento, Associação de Nações do Sudeste Asiático - Mais Três, Cúpula do Leste Asiático e do G20. É um membro fundador do Fórum de Cooperação Econômica Ásia-Pacífico.
Em 1 de janeiro de 2007, o Ministro de Relações Exteriores e Comércio da Coreia do Sul, Ban Ki-moon, assumiu o cargo de Secretário-Geral da ONU.

## Relações bilaterais

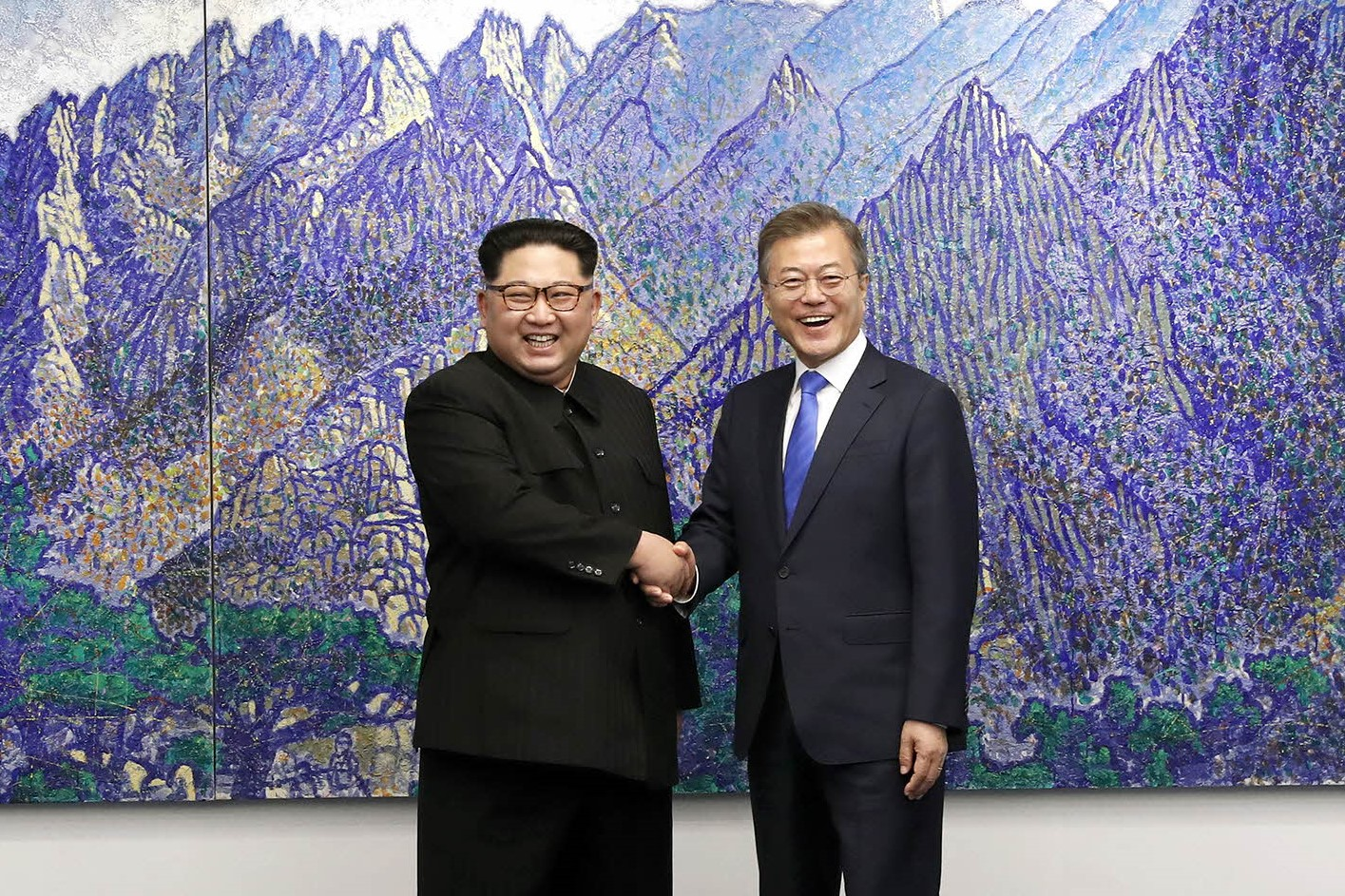
O presidente sul-coreano Moon Jae-in e o líder da Coreia do Norte Kim Jong-un em um encontro em 2018.

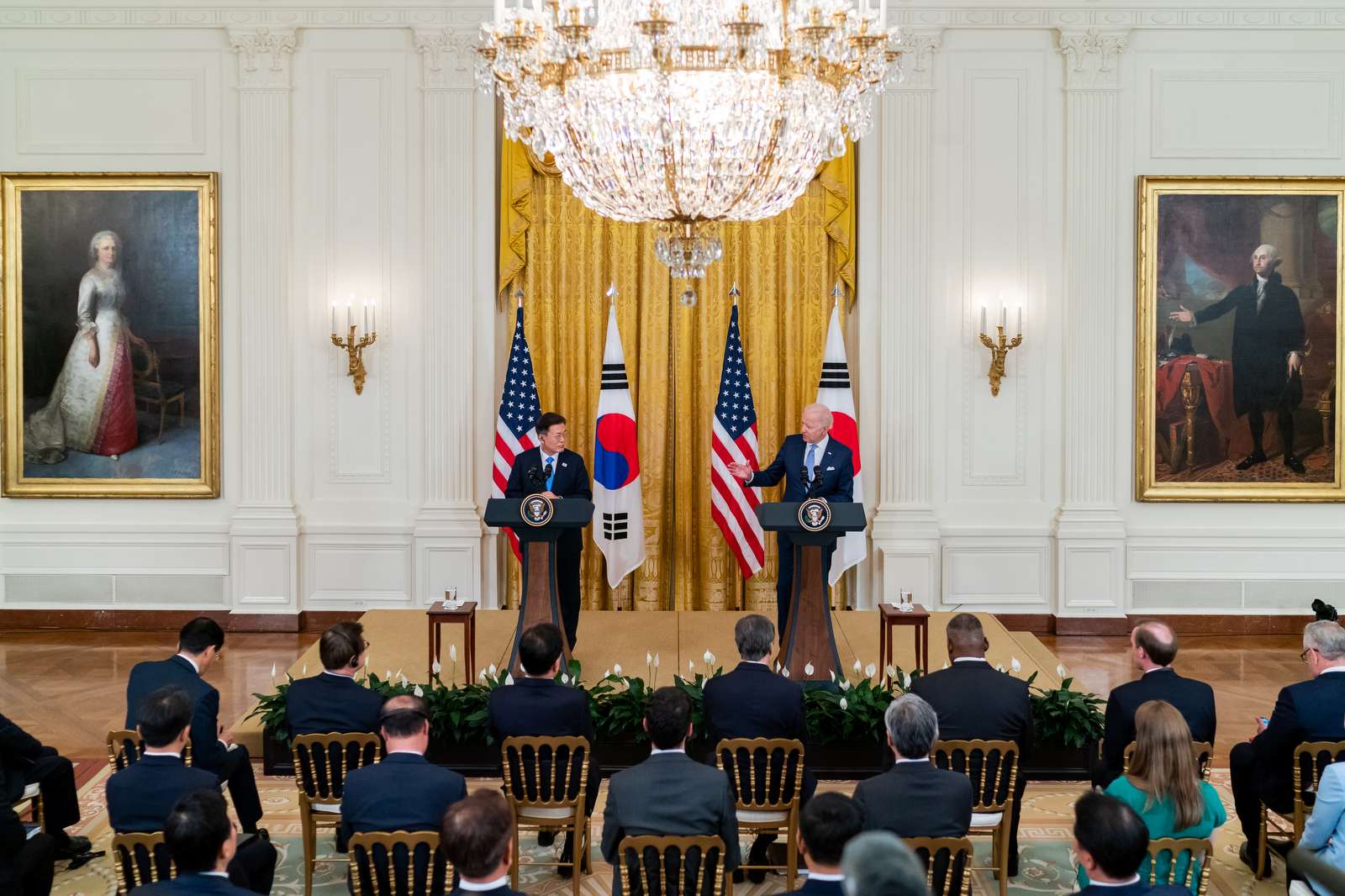
Moon Jae-in e Joe Biden, o presidente dos Estados Unidos.

As relações bilaterais da Coreia do Sul foram moldadas por meio de sua evolução nos relacionamentos com a Coreia do Norte, Rússia, China, Japão e Estados Unidos. A Guerra Fria teve a sua primeira ação militar na Península Coreana. Com exceção dos norte-coreanos, estes países têm tido enormes interesses no resultado da guerra entre as duas nações coreanas. Uma trégua está em vigor desde 1953 e, no entanto, a Coreia do Norte e a Coreia do Sul ainda estão em guerra. Em meio a essa tensão permanente, há ainda uma extensa negociação com o Japão devido às humilhações sofridas durante a ocupação japonesa da Coreia. A Coreia do Sul, atualmente, está entre as nações mais desenvolvidas do mundo, mantendo relações diplomáticas com quase todos os países.